# Regierung Hørring
Die konservative Regierung Hørring (dän. regeringen Hørring) unter Konseilspräsident Hugo Egmont Hørring war die dänische Regierung vom 23. Mai 1897 bis zum 27. April 1900. Amtierender König war Christian IX.
Das Kabinett war das dritte und letzte, das von der Højre gestellt wurde sowie das neunzehnte seit der dänischen Märzrevolution. Hørring selbst hatte in der vorangehenden Regierung Reedtz-Thott als Innenminister gedient und hielt in seinem eigenen Kabinett den Posten eines Finanzministers und nach Rumps Rücktritt den eines Justiz- und Ministers für Island inne. Die Regierung Hørring setzte sich aus den folgenden Ministern zusammen:
- Konseilspräsident und Finanzminister: H.E. Hørring
- Außenminister: N.F. Ravn
- Innenminister:

V. Bardenfleth bis zum 28. August 1899, danach
Ludvig Bramsen
- Justizminister und Minister für Island:

N.R. Rump bis zum 28. August 1899, danach
H.E. Hørring
- Minister für Kirche und Unterrichtswesen: H.V. Sthyr
- Kriegsminister:

C.F.F.E. Tuxen bis zum 28. August 1899, danach
J.G.F. Schnack
- Marineminister: N.F. Ravn
- Landwirtschaftsminister: Alfred Hage